# Gmina Uścimów
Die Gmina Uścimów ist eine Landgemeinde im Powiat Lubartowski der Woiwodschaft Lublin in Polen. Ihr Sitz ist das Dorf Stary Uścimów mit etwa 400 Einwohnern.

## Gliederung
Zur Landgemeinde Uścimów gehören folgende Ortschaften:
Drozdówka
Głębokie
Głębokie-Kolonia
Gościniec
Jedlanka
Kosów
Krasne
Krasne-Kolonia
Krzywe
Maśluchy
Nowa Jedlanka
Nowy Uścimów
Ochoża
Orzechów-Kolonia
Podleśna
Rudka
Rudka Starościańska
Ryczka
Stara Jedlanka
Stary Uścimów
Uścimów-Kolonia